# Euprosopia minuta
Euprosopia minuta är en tvåvingeart som beskrevs av Malloch 1939. Euprosopia minuta ingår i släktet Euprosopia och familjen bredmunsflugor. Inga underarter finns listade i Catalogue of Life.